# McBride (Familienname)
McBride, MacBride und Macbride ist die englische Schreibweise von „Mac Giolla Bríghde“ und der Familienname folgender Personen:

## Familienname

### B
- Brandon McBride (* 1994), kanadischer Leichtathlet
- Brian McBride (* 1972), US-amerikanischer Fußballspieler
- Brock McBride (* 1986), kanadischer Eishockeyspieler

### C
- Chi McBride (* 1961), US-amerikanischer Schauspieler
- Christian McBride (* 1972), US-amerikanischer Jazz-Bassist
- Christopher McBride (* 1984), US-amerikanischer Jazzmusiker

### D
- Daniel McBride (Musiker) (1945–2009), US-amerikanischer Singer-Songwriter und Gitarrist
- Daniel McBride (* 1976), US-amerikanischer Drehbuchautor, Filmproduzent und Schauspieler, Danny McBride (Schauspieler)
- Danny McBride (Schauspieler) (* 1976), US-amerikanischer Drehbuchautor, Filmproduzent und Schauspieler
- Danny McBride (Ruderer), neuseeländischer Ruderer
- Darl McBride (1959–2024), US-amerikanischer Unternehmer
- David Macbride (1726–1778), irischer Arzt und Schriftsteller
- David McBride (Politiker) (* 1942), US-amerikanischer Politiker
- David McBride (Soziologe) (* 1949), US-amerikanischer Vertreter der African American studies
- David McBride (Whistleblower) (* 1963), australischer Whistleblower
- Denis McBride (* 1964), irischer Rugby-Union-Spieler
- Dennis McBride (* 1953), US-amerikanischer Politiker
- Dick McBride (1928–2012), britischer Dichter
- Donald MacBride (1889–1957), US-amerikanischer Schauspieler

### E
- Eimear McBride (* 1976), britische Schriftstellerin
- Elizabeth McBride (1955–1997), US-amerikanische Kostümbildnerin

### G
- George W. McBride (1854–1911), US-amerikanischer Politiker

### H
- Henry McBride (1856–1937), US-amerikanischer Politiker
- Horace L. McBride (1894–1962), US-amerikanischer General

### J
- James McBride (Politiker) (1802–1875), US-amerikanischer Politiker
- James McBride (Fußballspieler) (1873–1899), schottischer Fußballspieler
- James McBride (Autor) (* 1957), US-amerikanischer Schriftsteller und Musiker
- James Francis Macbride (1892–1976), US-amerikanischer Botaniker
- Jim McBride (* 1941), US-amerikanischer Drehbuchautor
- Jimmy Macbride (* 1991), US-amerikanischer Jazzmusiker
- Joe McBride (Fußballspieler, 1938) (1938–2012), schottischer Fußballspieler
- Joe McBride (Fußballspieler, 1960) (* 1960), schottischer Fußballspieler
- Jon McBride (1943–2024), US-amerikanischer Astronaut
- Joseph McBride (* 1947), US-amerikanischer Filmwissenschaftler und Autor
- John MacBride (1865–1916), irischer Rebell
- John R. McBride (1832–1904), US-amerikanischer Politiker

### K
- Katharine Elizabeth McBride (1904–1976), US-amerikanische Psychologin und Hochschullehrerin
- Kayla McBride (* 1992), US-amerikanische Basketballspielerin
- Kevin McBride (* 1973), irischer Boxer

### M
- Martina McBride (* 1966), US-amerikanische Country-Sängerin
- Mary Margaret McBride (1899–1976), US-amerikanische Hörfunkmoderatorin und Autorin
- Melissa McBride (* 1965), US-amerikanische Schauspielerin

### N
- Nate McBride (* 1971), US-amerikanischer Jazzbassist

### P
- Paul McBride (1964–2012), schottischer Anwalt und Politiker

### R
- Rachel McBride (* 1978), kanadische Triathletin
- Richard McBride (1870–1917), kanadischer Politiker
- Richard McBride (Spezialeffektkünstler), Spezialeffektkünstler
- Rita McBride (* 1960), US-amerikanische Künstlerin
- Robert McBride (1911–2007), US-amerikanischer Komponist
- Robert Gene McBride (1931–2007), US-amerikanischer Filmproduzent, Filmregisseur und Drehbuchautor
- Ryan McBride (Wrestler) (* 1984), US-amerikanischer Wrestler
- Ryan McBride (Fußballspieler) (1989–2017), nordirischer Fußballspieler

### S
- Samuel McBride (1866–1936), kanadischer Politiker
- Sarah McBride (* 1990), US-amerikanische Politikerin
- Scott McBride, kanadischer Skeletonpilot
- Seán MacBride (1904–1988), irischer Politiker
- Simon McBride (* 1979), Sänger, Songwriter, Produzent, Gitarrist und Dozent am BIMM Institut in Dublin
- Stuart MacBride (* 1969), schottischer Autor

### T
- Terry MacBride (1927–2019), australischer Rugby-Union-Spieler
- Tom McBride (1952–1995), amerikanisches Model und Schauspieler
- Trey McBride (* 1999), US-amerikanischer American-Football-Spieler

### W
- Walter McBride (* 1964), US-amerikanischer Basketballspieler
- Will McBride (1931–2015), US-amerikanischer Fotograf und Maler
- William McBride (1927–2018), australischer Gynäkologe
- William V. McBride (1922–2022), General der US Air Force
- Willie John McBride (* 1940), irischer Rugbyspieler
- Woody McBride (* 1967), US-amerikanischer Musiker, Labelbetreiber, Produzent und DJ

### Z
- Zoe McBride (* 1995), neuseeländische Ruderin

### Fiktive Figuren
- Willie McBride, Figur im Lied Green Fields of France
- Mike McBride, Titelfigur der losen Krimiserie Ein Fall für McBride aus den Jahren 2005–2008